# Variable SW Sextantis
Les estrelles variables SW Sextantis són una mena d'estrelles variables cataclísmiques; són sistemes estel·lars dobles on n'hi ha una transferència de massa d’una nana roja a una nana blanca formant un disc d'acreció estable al voltant d’aquest darrer. A diferència d'altres variables cataclísmiques no magnètiques, les línies d'emissió de l'hidrogen i l'heli no es duplicen, excepte breument a prop de la fase 0,5. Als sistemes d’eclipsi, les línies d’emissió són difícilment detectades al mínim de lluentor perquè la nana blanca i la part central del disc d’acreció s’amaguen darrere de la nana vermella.

## Característiques
Les estrelles SW Sextantis tenen un període orbital entre 2,8 i 4 hores; la majoria dels sistemes es van descobrir mitjançant enquestes de variables eclipsants, de manera que l'òrbita és gairebé límit respecte a la Terra. Els seus espectres s’assemblen als d’una nova nana en esclat, amb signes d’un disc d’acreció ionitzat permanentment. El material flueix constantment al disc des de l'estrella acompanyant, i la fricció dins del disc fa que emeta llum òptica.
S’observen línies d’emissió d’hidrogen (sèrie Balmer) i d'heli, que no es dupliquen (com es podria esperar pel desplaçament Doppler de la llum emesa des de les vores d’un disc que gira ràpidament), però les ales s’amplien fins al punt que la propagació de les velocitats de la font pot arribar als 4.000 km/s. Durant un breu període proper a la fase 0,5 de les seves òrbites, les estrelles SW Sextantis mostren el doble de les seves línies d'emissió i aquest és un caràcter definitori de la classe.
A l’ultraviolat observem línies d’emissió de la nana blanca, que indiquen una temperatura inusualment alta i que impliquen una alta taxa d’acreció. A més, la velocitat radial d’una estrella SW Sextantis determinada a partir de les línies d’emissió del disc no és la mateixa que la determinada a partir de la nana blanca.
El període orbital dels sistemes SW Sextantis sempre està per sobre de l'escletxa del període, cosa que suggereix una fase de desenvolupament conjunt per a aquestes variables cataclísmiques.

## Sistemes SW Sextantis no eclipsants
És més difícil trobar sistemes SW Sextantis amb baixa inclinació, ja que cal examinar molts espectres estel·lars sense poder restringir-se a variables eclipsants; no obstant això, s'han realitzat estudis i suggereixen que algunes de les propietats observades de les estrelles SW Sextantis són resultats accidentals d'una mostra restringida a sistemes d'alta inclinació.

## Interpretació
Els models d’estrelles SW Sextantis han d’explicar l’alta taxa de transferència de massa i la distribució del període just per sobre de l’interval de període. La teoria estàndard de variables cataclísmiques suggereix que la velocitat de transferència de massa es determina per la pèrdua de moment angular a causa de camps magnètics. El vent estel·lar de la nana vermella envia plasma ionitzat a l'espai, que viatja al llarg de les línies del camp magnètic; de fet, queda atrapat a les línies del camp magnètic i segueix la rotació de l'estrella. Com que el camp magnètic accelera el plasma que s’escapa, es frena la rotació de l'estrella. Això redueix el moment angular total del sistema estel·lar doble, que juntament amb la reordenació de la matèria al sistema fa que el radi orbital siga més petit, cosa que manté constant la velocitat de transferència de massa.
Segons aquest model, el nucli de la nana vermella gira més ràpidament que el període orbital. Com que la transferència de massa fa que el radi de l'estrella es reduisca, la conservació del moment angular significa que gira més ràpidament, i això significa que l'efecte dinamo genera un camp magnètic més fort. Això augmenta l'efecte de frenada magnètica i, per tant, la velocitat de transferència de massa.
Una altra interpretació de les estrelles SW Sextantis és que l'alta taxa de transferència de massa només és temporal. Algunes variables cataclísmiques (per exemple, RR Pictoris, XX Tauri i V728 Scorpii) tenen períodes just per sobre de l’interval de període, i això s’interpreta com a part del model d’hibernació, on després d’una nova, la nana blanca és inusualment calenta; escalfa la nana vermella, provocant una taxa de transferència de massa més gran fins que la nana blanca s’haja refredat de nou. A mesura que es refreda, la nana vermella es redueix i la taxa de transferència de massa baixa fins a nivells molt baixos; eventualment, la pèrdua de moment angular orbital fa que les estrelles es tornen a apropar i la transferència de massa es reprenga. En aquest model, les estrelles SW Sextantis representen una etapa de la vida d'una variable cataclísmica, poc abans o poc després d'una nova erupció.

## Exemples
- PX Andromedae
- DW Ursae Majoris
- LS Pegasi
- BB Doradus
- SW Sextantis
- V533 Herculis

D.W.Hoard de l’Institut Max Planck d’Astronomia a Heidelberg manté una llista d’estrelles SW Sextantis esmentades a la literatura i una descripció de les característiques utilitzades per identificar-les.